# Pavol Paška
Pavol Paška (Kassa, 1958. február 23. – Kassa, 2018. április 6.) szlovák politikus.

## Élete
1985-ben diplomázott a pozsonyi Comenius Egyetemen, ahol marxista-leninista filozófiát és esztétikát tanult. Egyetemi tanulmányai előtt a Zdroj vállalatnál, utána pedig a Kassai Oktatási és Kulturális Központban, majd a közigazgatási hivatalban dolgozott Kassán. 1992-ben vált az üzleti élet aktív szereplőjévé, majd 1999-től a politikai életben is részt vett. A Smer tagja volt. 2002. október 15-től haláláig a szlovák parlament tagja volt. 2006 és 2010 között illetve 2012 és 2014 között a parlament elnöke volt.